# 热血勇士
热血勇士（英语：Hot Blooded Warriors），2017年中華人民共和國上映的抗日戰爭、谍战剧、由林雨申、马德钟、张璇、秦伯坤領銜主演，于2017年1月22日在天津影视频道首播。该剧以1930年代初鲁南匪患为背景，讲述中國國民黨青年军官高临峰（林雨申飾演）粉碎日本人细菌武器T计划的故事。